# Emma Færge
Emma Færge, född den 6 december 2000, är en dansk fotbollsspelare.

## Biografi
Emma Færge inledde sin seniorkarriär i Vildbjerg SF år 2017. Hon har även spelat för Kolding IF och HB Køge innan hon värvades av AFC Fiorentina år 2023. Hon har även representerat det danska damlandslaget där hon debuterade 2022.